# Бернс, Иан
Иан Бернс (англ. Ian Burns, род. 1985) — английский профессиональный игрок в снукер (правша).
Участник мэйн-тура с 2012 года.

## Биография и карьера
Родился 11 марта 1985 года в Престоне.
Бернс стал профессионалом в 2012 году после того, как прошел квалификацию в своей первой попытке Q School, получив двухлетнюю карту мэйн-тура на снукерные сезоны 2012/13 и 2013/14. В Q School выиграл четыре матча, завершив победой со счетом 4:3 над ветераном Родом Лоулером.
Первым матчем Иана Бернса в качестве профессионала было поражение со счетом 3:5 от Танавата Тирапонгпаибуна в квалификации Wuxi Classic 2012 года. На Welsh Open 2012 года он прошел квалификацию в своём втором рейтинговом турнире, победив Джека Лисовски со счетом 4:1, но проиграл Джейми Коупу. Бернс также провел очень хороший сезон во второстепенных турнирах Players Tour Championship, и его лучший результат пришелся на пятый European Tour Event, где он победил таких игроков, как Маркуса Кэмпбелла и Ляна Вэньбо, но затем проиграл Дину Цзюньху в четвертьфинале.
Также он был четвертьфиналистом в турнирах Paul Hunter Classic 2017 и Welsh Open 2018.
Игрок выступает в снукерных турнирах в настоящее время; в квалификации к чемпионату мира 2022 года он обыграл Марко Фу со счётом 6:5, где достиг своего максимума в 141 очко.
Иан Бернс женат с мая 2014 года на Элисон — сотруднице Lancashire County Council, с которой встречался с 2010 года.